# Chiesa di Sant'Agata alla Guilla
La chiesa di Sant'Agata è una chiesa di Palermo, sita nella zona del quartiere Capo denominata "Guilla", allo sbocco occidentale della Via del Celso.

## Storia

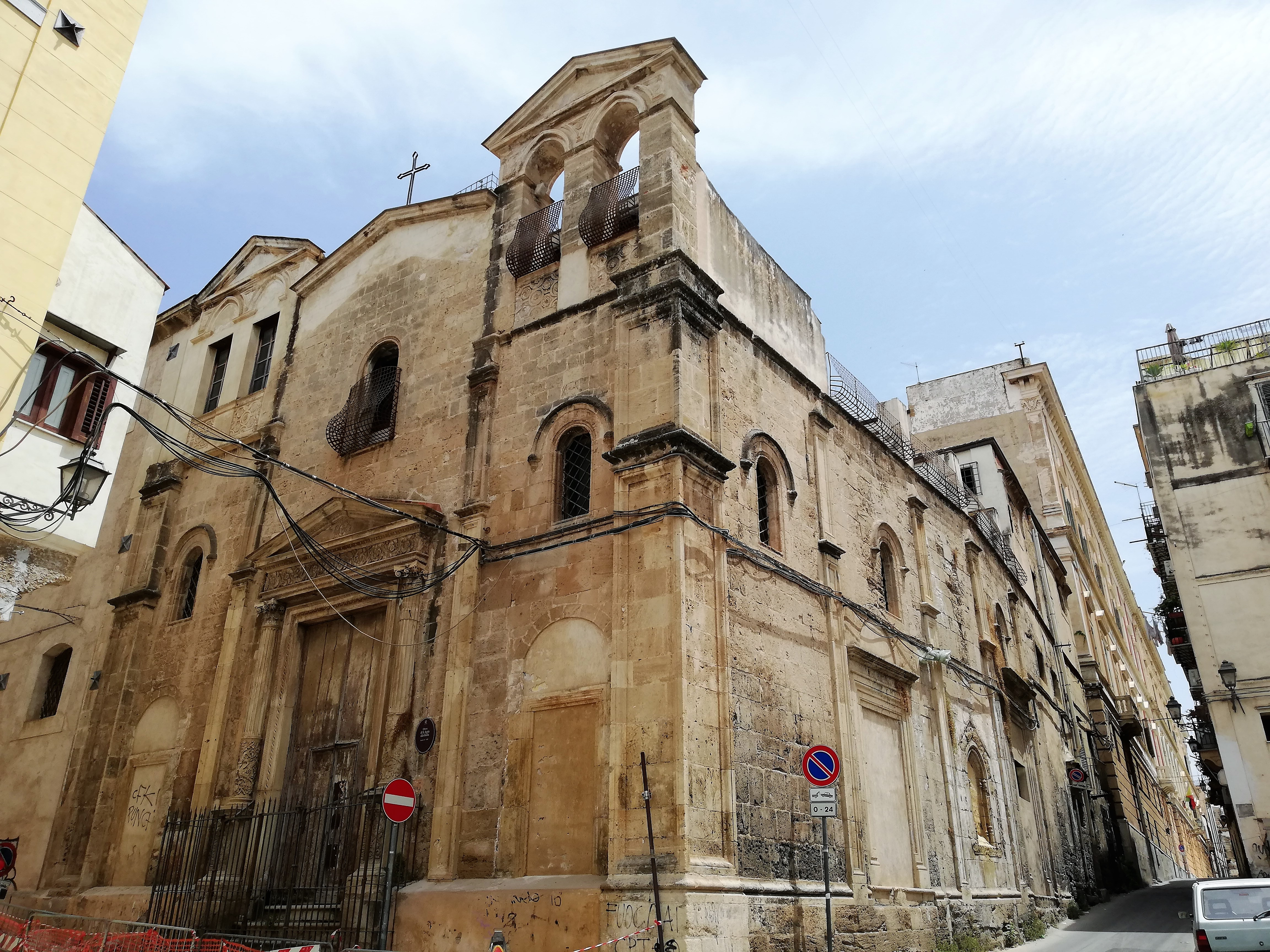
Facciata e prospetto occidentale.

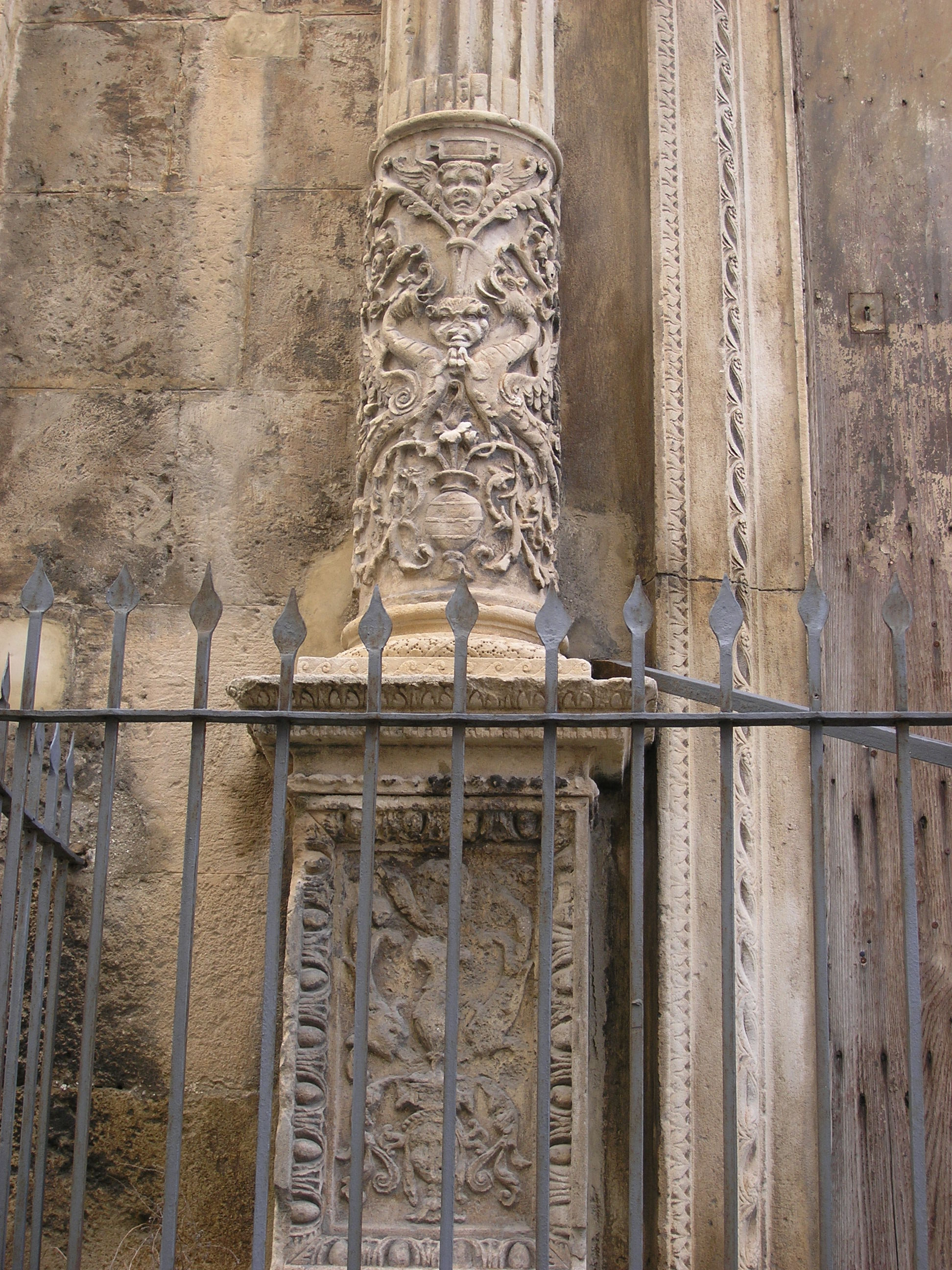
Dettaglio del portale.

Secondo la tradizione la chiesa sorge sui resti della villa romana in cui sarebbe vissuta Sant'Agata, la quale, secondo alcune fonti agiografiche, nacque a Palermo, mentre secondo altre vi venne a vivere in un momento successivo alla nascita, forse per sfuggire alle persecuzioni, prima di andare (o tornare) a Catania (di cui è la patrona amatissima) lungo la via su cui, secoli dopo, fu costruita una porta normanna. La chiesa venne costruita tra il XII e il XIII secolo, nei pressi di un'altra antica porta che poi fu ribattezzata "Porta di Sant'Agata alla Guilla" (abbattuta nel XV secolo). Tale porta della Guilla apparteneva all'antico tessuto murario della cittadella, cosa che si può intuire dai dislivelli altimetrici della zona.
L'attuale fisionomia dell'edificio è principalmente dovuta al restauro effettuato nel XVI secolo. Nel 1556 la struttura divenne la sede di una confraternita avente tra i propri membri anche la maestranza dei muratori. Per volere dei religiosi Giovanni Garzia e Girolamo Quaranta, accanto alla chiesa, fu costruito nel 1685 un conservatorio dedicato alle "maddalene pentite", ovvero le donne costrette a prostituirsi.
In séguito la chiesa cadde in stato d'abbandono. Le pale d'altare, gli altari stessi e parte delle decorazioni sono stati totalmente trafugati, eccezion fatta per un affresco raffigurante Maria, legato a una leggenda secondo la quale un uomo impazzito, armato di pugnale, trafisse in più punti l'immagine, dalla quale iniziò poi a sgorgare del sangue.
Nel 1995 fu realizzato un restauro statico dell'edificio. Lo stato d'abbandono è comunque perdurato, tanto che nel marzo 2014 è stata addirittura scoperta una piantagione di marijuana nel convento annesso alla chiesa.
Tra gli arredi è documentata un'"Acquasantiera", opera di Vincenzo Gagini realizzata nel 1591.
La zona in cui sorge la chiesa venne chiamata "Guilla" dalla corruzione del termine villa, ovvero un giardino che lì sorgeva assieme al fiume Papireto, il quale fino al 1591 scorreva nelle vicinanze..

## Descrizione
L'esterno dell'edificio è in stile gotico catalano e presenta lesene piatte che ne scandiscono i volumi. L'austera facciata è arricchita dal portale gaginesco, delimitato da colonne decorate nell'area inferiore da figure allegoriche e motivi floreali, che sorreggono un timpano di tipo neoclassico. I due campaniletti risalgono al XVII secolo. L'interno in passato era composto da tre navate, ma nel XIX secolo fu ridotto ad unica navata. La decorazione interna è in stucco e finto dorato, secondo i dettami stilistici tardo-barocchi.
- Cappella della Santissima Annunziata.

## Opere
Gli arredi e le opere d'arte sono stati trasferiti nel Museo Diocesano di Palermo e chiesa di Santa Rosalia e dei Quattro Santi Coronati al Capo:
- Due statue di Santa Rosalia;
- Un dipinto raffigurante la Madonna Assunta;
- Un dipinto raffigurante l'Addolorata posta sul lato sinistro del transetto;
- Un Ecce Homo;
- Tre campane;
- La tela che riproduce il Martirio dei Quattro Santi Coronati, posta sull'altare maggiore;
- Il quadro raffigurante la Madonna con il bambino e un santo cappuccino, posto sul lato destro del transetto;
- Numerosi arredi sacri.
- XV secoloc., Madonna con Gesù Bambino o Madonna di Trapani, statua in marmo alabastrino dipinto e dorato, opera di anonimo scultore custodita nel Museo Diocesano.
- XVI secolo, Madonna con Gesù Bambino, statua marmorea, opera di anonimo scultore custodita nel Museo Diocesano.

## Compagnia dei Quattro Santi Coronati
- 1623, Fondazione della Compagnia dei Quattro Santi Coronati sotto il titolo della «Santissima Annunziata» presso la cappella omonima.
- 1674, Trasferimento della Compagnia.

## Porta di Sant'Agata alla Guilla
Varco d'accesso alla primitiva cinta muraria in epoca arabo - normanna.